# Procuradoria-Geral Distrital do Porto
A Procuradoria-Geral Distrital do Porto é um órgão superior do Ministério Público, em Portugal. Tem sede no Porto.
A sua área de jurisdição inclui as Comarcas de Porto, Porto Este, Braga, Bragança, Viana do Castelo e Vila Real.
Em 1 de Junho de 2012 a Procuradora-Geral Adjunta Maria Raquel de Almeida Ferreira foi nomeada Procuradora-Geral Distrital do Porto. Tomou posse em 20 de Junho de 2012. Foi renomeada para novos mandatos em 2015 e 2018.